# Edelsteinschleifer

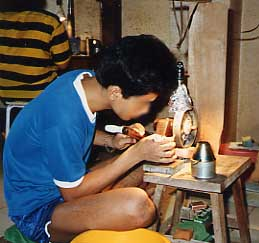
Edelsteinschneiden in Thailand

Edelsteinschleifer ist ein altes Handwerk, das sich mit dem Formen, Schleifen, Durchbohren und Polieren von Edelsteinen und Schmucksteinen beschäftigt.

## Handwerk
In Deutschland wird das Handwerk seit dem 15. Jahrhundert zunftmäßig ausgeübt. Die Handwerker damals wurden als Bohrer oder Balierer bezeichnet. Heute ist dieses Handwerk ein dreijähriger Lehr- und Ausbildungsberuf.

## Zentren
In Deutschland ist das rheinland-pfälzische Idar-Oberstein eines der Zentren für die Bearbeitung von Edelsteinen. Dort gibt es große Vorkommen von Achat, der im Bergbau gewonnen wird, weshalb die Edelsteinschleiferei dort im industriellen Ausmaß betrieben wurde. Im Ort gibt es das „Deutsche Edelsteinmuseum“. Früher gab es daneben auch in Freiburg und Waldkirch Edelsteinschleifereien.
In Europa gilt Antwerpen als das Zentrum des Edelsteinschleifer-Handwerks. Dort wickelten einst überwiegend jüdische Händler rund zwei Drittel des weltweiten Diamantenhandels ab. In den letzten Jahren hat auf diesem Gebiet jedoch eine gewaltige Veränderung stattgefunden: Jainistische Inder beherrschen 55 Prozent des weltweiten Diamantengeschäfts und Asien gewinnt als Produktions- und Abwicklungsplatz immer mehr an Bedeutung (zurück).